# Disqus
Disqus – amerykańska usługa hostingowa komentarzy blogowych oferująca platformę między innymi do integracji społecznej, sieci społecznościowych, profili użytkowników i analityki.
Usługa została utworzona w 2007 roku przez Daniela Ha i Jasona Yana. W 2011 roku usługa zajęła pierwsze miejsce w rankingu Quantcast ze 379,8 miliona unikalnych wizyt (w tym 142,3 miliona w Stanach Zjednoczonych). W 2016 roku usługa zajęła 278. miejsce w rankingu Alexa Internet. Disqus jest umieszczony na 750 tysiącach stron internetowych.